# Persone di nome Francisco/Politici
| Questa pagina contiene informazioni ricavate automaticamente dalle voci biografiche con l'ausilio del template Bio e di un bot. L'aggiornamento è periodico e automatico e ricostruisce completamente la pagina. Se manca una persona in questa lista, sei pregato di non aggiungerla, ma accertati piuttosto che la sua voce biografica contenga il template Bio e che i dati anagrafici siano correttamente compilati. Se il template Bio manca, inseriscilo tu stesso o, in alternativa, metti l'avviso {{tmp\|Bio}} che ne segnala la mancanza. Se i dati riportati sono sbagliati, correggi direttamente la voce biografica; le modifiche saranno visibili in questa lista entro pochi giorni. Per chiarimenti vedi il progetto antroponimi. La lista contiene solo le 56 persone che sono citate nell'enciclopedia e per le quali è stato implementato correttamente il template Bio. Pagina aggiornata al 6 ago 2025. |

Questa è una lista di persone presenti nell'enciclopedia che hanno il nome Francisco e sono politici.

## B(1)
- Francisco Bustillo, politico e diplomatico uruguaiano (Montevideo, n. 1960)

## C(3)
- Francisco S. Carvajal, politico e avvocato messicano (San Francisco de Campeche, n. 1870 - Città del Messico, † 1932)
- Francisco Cea Bermúdez, politico e diplomatico spagnolo (Malaga, n. 1779 - Parigi, † 1850)
- Francisco Cunha Leal, politico portoghese (Pedrógão de São Pedro, n. 1888 - Lisbona, † 1970)

## D(9)
- Javier de Burgos, politico, giornalista e drammaturgo spagnolo (Motril, n. 1778 - Madrid, † 1848)
- Francisco Diez Canseco, politico peruviano (Arequipa, n. 1821 - Lima, † 1884)
- Alfonso Durazo Montaño, politico messicano (Bavispe, n. 1954)
- Francisco Javier de Istúriz, politico e diplomatico spagnolo (Cadice, n. 1790 - Madrid, † 1871)
- Francisco Rolão Preto, politico, giornalista e sindacalista portoghese (Gavião, n. 1893 - Lisbona, † 1977)
- Francisco de Lima e Silva, politico brasiliano (Rio de Janeiro, n. 1786 - † 1853)
- Francisco de Melo, politico, diplomatico e militare spagnolo (Estremoz, n. 1597 - Madrid, † 1651)
- Francisco de Moura, politico, diplomatico e militare portoghese (Madrid, n. 1621 - Madrid, † 1675)
- Francisco del Rosario Sánchez, politico dominicano (n. 1817 - † 1861)

## E(1)
- Francisco Javier Echeverría, politico messicano (Xalapa, n. 1797 - Città del Messico, † 1852)

## F(5)
- Francisco Fadul, politico guineense (n. 1953)
- Francisco José Fernandes Costa, politico portoghese (Lousã, n. 1867 - Figueira da Foz, † 1925)
- Francisco Antonio Fernández de Velasco y Tovar, politico e militare spagnolo (Madrid, n. 1649 - Siviglia, † 1716)
- Francisco Flores Pérez, politico salvadoregno (Santa Ana, n. 1959 - San Salvador, † 2016)
- Francisco Fernández de la Cueva, politico e ufficiale spagnolo (Cuéllar, n. 1575 - Madrid, † 1637)

## G(2)
- Francisco García Calderón, politico peruviano (Arequipa, n. 1834 - Lima, † 1905)
- Francisco Guterres, politico est-timorese (Ossu, n. 1954)

## L(6)
- Francisco Labastida, politico e economista messicano (Los Mochis, n. 1942)
- Francisco Lagos Cházaro, politico messicano (Tlacotalpan, n. 1878 - Città del Messico, † 1932)
- Francisco Largo Caballero, politico spagnolo (Madrid, n. 1869 - Parigi, † 1946)
- Francisco León de la Barra, politico messicano (Querétaro, n. 1863 - Biarritz, † 1939)
- Francisco Linares Alcántara, politico venezuelano (Turmero, n. 1825 - La Guaira, † 1878)
- Patxi López, politico spagnolo (Portugalete, n. 1959)

## M(4)
- Francisco Madero, politico, imprenditore e generale messicano (Parras de la Fuente, n. 1873 - Città del Messico, † 1913)
- Francisco Mendes, politico guineense (Enxude, n. 1939 - Bissau, † 1978)
- Francisco Montalvo y Ambulodi, politico e militare spagnolo (L'Avana, n. 1754 - Madrid, † 1822)
- Isko Moreno, politico e attore filippino (Tondo, n. 1974)

## N(2)
- Francisco Dornelles, politico e economista brasiliano (Belo Horizonte, n. 1935 - Rio de Janeiro, † 2023)
- Francisco Macías Nguema, politico equatoguineano (Mongomo, n. 1924 - Malabo, † 1979)

## O(2)
- Francisco Orlich Bolmarcich, politico costaricano (San Ramón, n. 1907 - San José, † 1969)
- Javier Ortega Smith, politico e ex militare spagnolo (Madrid, n. 1968)

## P(2)
- Francisco Pinto Balsemão, politico portoghese (Lisbona, n. 1937)
- Waldir Pires, politico brasiliano (Acajutiba, n. 1926 - Salvador, † 2018)

## R(5)
- Francisco Robles, politico ecuadoriano (Guayaquil, n. 1811 - † 1893)
- Francisco de Paula Rodrigues Alves, politico brasiliano (Guaratinguetá, n. 1848 - Rio de Janeiro, † 1919)
- Francisco de Assis Rosa e Silva, politico brasiliano (Recife, n. 1850 - Rio de Janeiro, † 1929)
- Francisco Ruiz de Castro, politico spagnolo (Madrid, n. 1579 - Sahagún, † 1637)
- Francisco Ruiz-Tagle, politico cileno (Santiago del Cile, n. 1790 - Santiago del Cile, † 1860)

## S(10)
- Silviano Brandão, politico brasiliano (Santana do Sapucaí, n. 1848 - Belo Horizonte, † 1902)
- Francisco Sá Carneiro, politico portoghese (Porto, n. 1934 - Camarate, † 1980)
- Francisco de Saavedra, politico spagnolo (Siviglia, n. 1746 - Malaga, † 1819)
- Francisco Sagasti, politico e ingegnere peruviano (Lima, n. 1944)
- Francisco Gómez de Sandoval y Rojas, politico e cardinale spagnolo (Tordesillas, n. 1553 - Valladolid, † 1625)
- Francisco Serrano Bedoya, politico spagnolo (Quesada, n. 1813 - Madrid, † 1882)
- Francisco Silvela, politico spagnolo (Madrid, n. 1843 - Madrid, † 1905)
- Javier Solana, politico spagnolo (Madrid, n. 1942)
- Francisco Sosa Wagner, politico spagnolo (Al-Hoseyma, n. 1946)
- Francisco Tatad, politico e giornalista filippino (Gigmoto, n. 1939)

## U(1)
- Francisco Urcuyo Maliaños, politico nicaraguense (Rivas, n. 1915 - Managua, † 2001)

## V(3)
- Francisco Ramón Vicuña, politico cileno (Santiago del Cile, n. 1775 - Santiago del Cile, † 1849)
- Francisco Vidal, politico cileno (Santiago del Cile, n. 1953)
- Francisco Antonio Vidal, politico uruguaiano (San Carlos, n. 1827 - Montevideo, † 1889)